# Александрос Сволос
Александрос Сволос (на гръцки: Αλέξανδρος Σβώλος) e гръцки политик с леви убеждения, министър-председател на Гърция, учен юрист, един от най-големите гръцки експерти по конституционно право.

## Биография
Сволос е роден в 1892 година в македонското българо-влашко градче Крушево във влашко гъркоманско семейство. Учи право в Цариград от 1911 до Балканската война в 1912 година, след което продължава обучението си в Атинския университет при Николаос Сариполос. В 1915 година защитава докторат върху конституционното право на работниците да формират синдикати и започва да преподава в университета. Между 1917 и 1920 година Сволос е шеф на отдела по труда и социалната политика на икономическото министерство и подпомага ратифицирането на конвенциите на току-що основаната Международна организация по труда. По-късно от 1920 до 1921 година е глава на администрацията в окупираната от гръцката армия по време на Гръцко-турската война Бурса.
В 1928 година Сволос публикува изследване върху либералната гръцка конституция от 1927 година, наречено „Новата конституция и основите на управлението“, в което акцентира върху социалната роля на конституцията. В 1929 година Сволос замества Сариполос като професор по конституционно право в Атина – позиция, която запазва до 1946 година. Заради левите си политически възгледи е уволнен в 1935 година, назначен отново и отново уволнен в 1936 година от режима на Метаксас и заточен последователно на островите Анафи, Милос, Наксос и в Халкида на Евбея.
По време на окупацията на Гърция от Германия, Италия и България през Втората световна война комунистическата съпротива от ЕАМ/ЕЛАС създава собствено правителство Комитет за национално освобождение, конкуриращо колаборационисткото правителство на Йоанис Ралис в Атина и кралското правителство в изгнание в Кайро. През април Сволос наследява Еврипидис Бакирдзис като председател на Комитета за национално освобождение. В тази си роля Сволос участва в Ливанската конференция през май 1944 година, когато е решено създаването на правителство на националното единство, начело с Георгиос Папандреу. Но Комитетът за национално освобождение продължава да съществува чак до освобождението на Гърция през октомври 1944 година. В правителството на Папандреу Сволос е министър на финансите и предприема непопулярни мерки за финансова стабилизация на страната. През декември Сволос и другите министри от ЕАМ подават оставка. След декемврийските събития Сволос отново е уволнен от университета и става председател на малката Социалистическа партия до 1953 година, когато тя се слива с Демократическата партия, за да формира Демократическата партия на работническия народ, която Сволос оглавява до смъртта си в 1956 година. Сволос е избран за депутат от Солун в 1950 и в 1956 година, но умира три дни след втория си избор.
Юридическият колеж на Атинския университет се казва „Александрос Сволос“ в негова чест.